# Гилмор, Фредерик
Фредерик Гарфилд Гилмор (англ. Frederick Garfield Gilmore; 22 мая 1887, Монреаль, Канада — 17 марта 1969, Лос-Анджелес, США) — американский боксёр, бронзовый призёр летних Олимпийских игр 1904.
На Играх 1904 в Сент-Луисе Гилмор соревновался только в полулёгком весе до 56,7 кг.. Он проиграл в полуфинале Фрэнку Хеллеру, но так как в соревновании проняло участие только три боксёра, Гилмор получил бронзовую медаль.
После этого Гилмор стал профессиональным боксёром и с 27 марта 1906 года по 12 сентября 1916 года он провёл 16 матчей. 7 из них он выиграл, 6 проиграл и три провёл вничью.